# 马克·特恩布尔
马克·特恩布尔（英語：Mark Turnbull，1973年10月11日—），澳大利亚男子帆船运动员。他曾代表澳大利亚参加2000年夏季奥林匹克运动会帆船比赛，搭档汤姆·金获得男子470级金牌。